# Götzis
Götzis là một thị xã ở phía tây bang Vorarlberg, thị xã này thuộc huyện Feldkirch.
Dân số khoảng hơn 10.000 người.
Thị xã có cuộc mít ting hàng năm gọi là Hypo-Meeting.
ca sĩ Elfi Graf sống ở Götzis.

## Liên kết ngoài

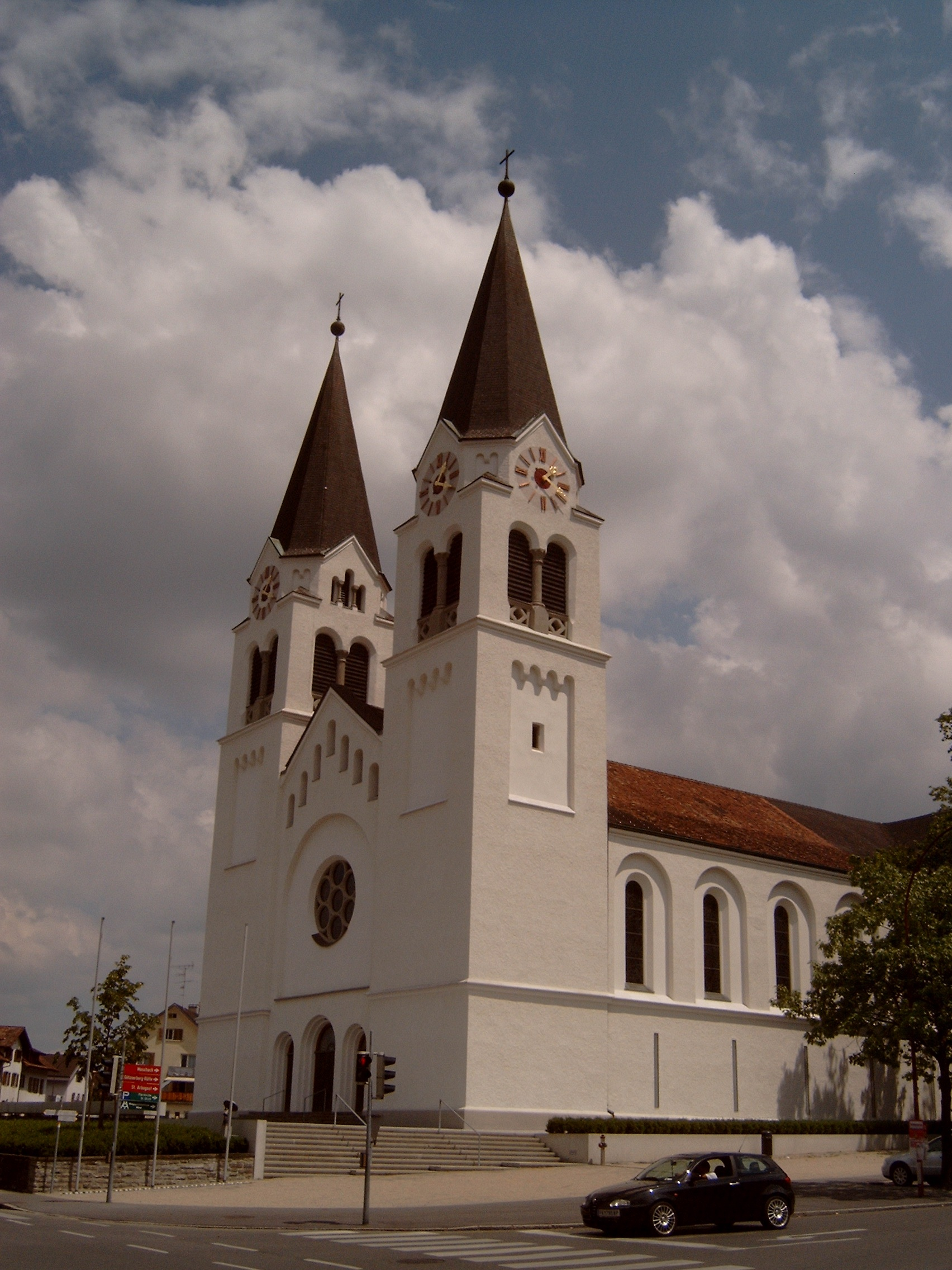
church: Pfarrkirche hl. Ulrich